# Praktik
Praktik, właściwie Jakub Nowak (ur. 1976) – polski muzyk, kompozytor i producent muzyczny. Jakub Nowak znany jest przede wszystkim z występów w duecie wraz z raperem Wojciechem „Dizkret” Nosowskim. Efektem współpracy był album IQ, który ukazał się w 2002 roku nakładem wytwórni muzycznej Konkret Promo.
W 2004 roku nakładem Embargo Nagrania ukazał się jedyny album producencki Praktik pt. Dobra częstotliwość. Gościnnie na płycie wystąpili m.in. raperzy: Pezet i Ten Typ Mes oraz skrzypek jazzowy Michał Urbaniak. Pewną popularność zyskał pochodzący z wydawnictwa utwór pt. „Kilka lat później”. Piosenka dotarła do 29. miejsca Szczecińskiej Listy Przebojów Polskiego Radia.
Jako producent muzyczny współpracował ponadto z raperem Jackiem „Eisem” Nalewajko oraz zespołem 2cztery7.

## Dyskografia
Albumy
| Tytuł               | Dane dot. albumu                                         | Pozycja na liście |
| Tytuł               | Dane dot. albumu                                         | POL               |
| ------------------- | -------------------------------------------------------- | ----------------- |
| IQ (oraz Dizkret)   | - Data: 2 grudnia 2002 - Wydawca: Konkret Promo          | 13                |
| Dobra częstotliwość | - Data: 24 października 2004 - Wydawca: Embargo Nagrania | 49                |

Notowane utwory
| Tytuł                                               | Rok  | Pozycja na liście | Album               |
| Tytuł                                               | Rok  | SLiP              | Album               |
| --------------------------------------------------- | ---- | ----------------- | ------------------- |
| „Kilka lat później” (gościnnie: Pezet, Ten Typ Mes) | 2005 | 29                | Dobra częstotliwość |

Kompilacje różnych wykonawców
| Album                                | Rok  | Utwór | Źródło |
| ------------------------------------ | ---- | --- | ------ |
| JuNouMi Records EP Vol.2             | 2002 | Dizkret, Praktik – „Rymy i bity” | [ 10 ] |
| EmbargoNagrania: Muzyka Miejska Cz.1 | 2005 | Praktik, Foster, Ero – „Czy Ty też...?” Praktik – „Freddie” Praktik, Dizkret, Piotr Pacak – „Jestem tu” Praktik, Pezet, Ten Typ Mes – „Kilka lat później” Praktik – „Outro” | [ 11 ] |
| Czarny Piątek vol.1 – Polski Beat    | 2005 | Praktik, Michał Urbaniak – „Dobra częstotliwość” Praktik, Ten Typ Mes – „A portret”                                                                                         | [ 12 ] |

## Teledyski
| Tytuł                                          | Rok  | Album               | Źródło |
| ---------------------------------------------- | ---- | ------------------- | ------ |
| „Zburzyć mur” (oraz Dizkret; gościnnie: Gutek) | 2002 | IQ                  | [ 13 ] |
| „Jestem tu” (gościnnie: Dizkret i Piotr Pacak) | 2004 | Dobra częstotliwość | [ 14 ] |